# Ciego de amor
Ciego de amor è il quarto album del cantante colombiano Charlie Zaa con brani come Por tu amor, Donde está el amor e Con los años que me quedan, che prima erano interpretati dalla cantante cubana Gloria Estefan. Il disco ebbe l'appoggio del produttore esecutivo Emilio Estefan Jr. e l'aiuto di Jon Secada e Mickey Taveras.
Con questo disco l'artista si fece conoscere in Spagna e in tutta l'America Latina con canzoni inedite e romantiche. La canzone Por tu amor è stata utilizzata nella telenovela Por tu amor (Televisa).

## Tracce
1. Me engañaste
2. Donde está el amor
3. Por tu amor
4. Con los años que me quedan
5. Si no estás aquí conmigo
6. Me enloqueces
7. Ciego de amor
8. Porque te vuelvo a amar
9. Por el amor de Dios
10. La pollera colorá